# Buckhorn Weston
Buckhorn Weston – wieś w Anglii, w hrabstwie Dorset. Leży 36 km na północ od miasta Dorchester i 165 km na zachód od Londynu.